# Andrej Gromyko
Andrej Andrejevitj Gromyko (russisk: Андре́й Андре́евич Громы́ко tr. Andréj Andréjevitj Gromýko; hviderussisk: Андрэй Андрэевіч Грамыка tr. Andrej Andrejevitj Hromyka; født 18. juli 1909 i Staryja Hramyki, Gomel ujezd, Mogiljov guvernement (nu Mahiljow voblast), Det Russiske Kejserrige, død 2. juli 1989, Moskva) var en sovjetisk politiker, der var udenrigsminister fra 1957 til 1985 og som fra 1985 til 1988 var formand for Sovjetunionens øverste Sovjet.